# Gabrielle Faith Andrews
Gabrielle Faith Andrews (* 13. Dezember 1996) ist eine US-amerikanische Tennisspielerin.

## Karriere
Gabrielle Andrews gewann 2012 bei den Grand-Slam-Turnieren der Juniorinnen zwei Titel im Doppel und erreichte ein weiteres Finale. Bei den Australian Open 2011 erreichte sie mit ihrer Partnerin Taylor Townsend das Finale, welches sie gegen Irina Chromatschowa und Demi Schuurs knapp verloren. 2012 konnten sie dann sowohl das Juniorinnenfinale im Doppel bei den Australian Open als auch den US Open für sich entscheiden. 
Im ITF Juniors Ranking erreichte sie sowohl im Einzel als auch im Doppel 2011 Rang 30.

## Abschneiden bei Grand-Slam-Turnieren

### Juniorinneneinzel
| Turnier         | 2011 | 2012 | Karriere |
| --------------- | ---- | ---- | -------- |
| Australian Open | —    | 1    | 1        |
| French Open     | —    | —    | —        |
| Wimbledon       | 1    | —    | 1        |
| US Open         | 2    | 1    | 2        |

### Juniorinnendoppel
| Turnier         | 2010 | 2011 | 2012 | Karriere |
| --------------- | ---- | ---- | ---- | -------- |
| Australian Open | —    | —    | S    | S        |
| French Open     | —    | —    | —    | —        |
| Wimbledon       | —    | —    | —    | —        |
| US Open         | 1    | F    | S    | S        |

Zeichenerklärung: S = Turniersieg; F, HF, VF, AF = Einzug ins Finale / Halbfinale / Viertelfinale / Achtelfinale; 1, 2, 3 = Ausscheiden in der 1. / 2. / 3. Hauptrunde; nicht ausgetragen